# Переработка текстиля

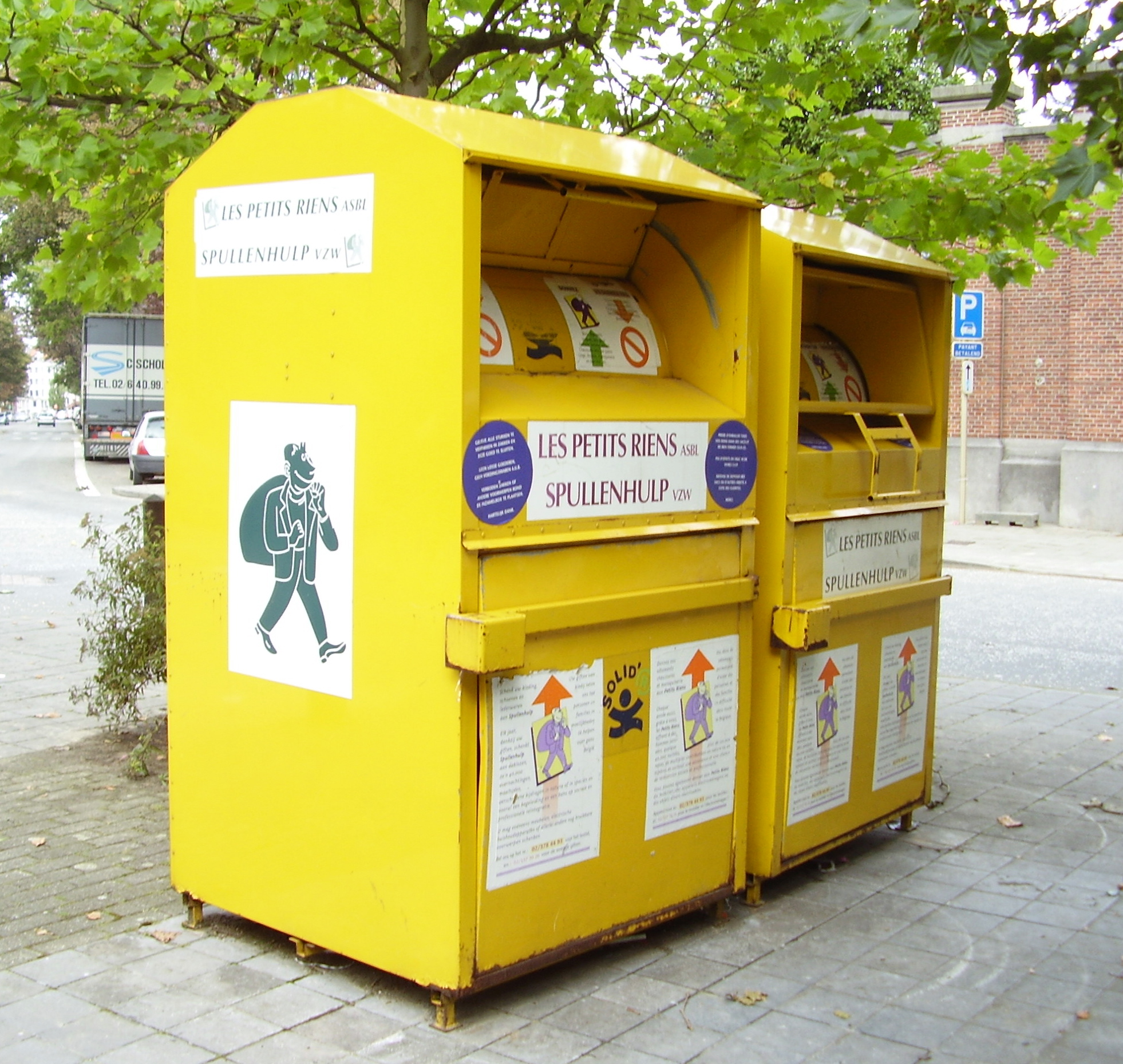
Контейнеры для ненужной одежды в Брюсселе

Переработка текстиля — метод вторичного использования тканей из различных волокон или остатков материалов производственного процесса. Основными материалами для переработки являются выброшенные раннее одежда, мебель, ковры, простыни и полотенца. Впервые это понятие появилось на свет в национальном парке Северной Англии Йоркшир-Дейлс около 200 лет назад.

## Материалы, обычно используемые для переработки
- Шерсть
- Мешковина
- Джут
- Пенополиуретан
- Полиэфир
- Полиэстер
- Нейлон
- Ковры
- Кожа

## Сбор одежды для переработки
Для потребителей наиболее распространённым способом переработки текстиля является вторичное использование одежды, которую они дают на перепродажу или жертвуют на благотворительность (в такие организации как «Армия спасения»). Например, в США в 1990 году были созданы определённые сообщества, которые организовывали приём текстиля на обочинах дорог. Единственным условием для приёма являлось то, что одежда должна была быть чистой и сухой.
Оборудование для переработки одежды играет большую роль в этой индустрии. Сейчас широко используются и набирают популярность мусорные контейнеры и безопасные для использования мусоропроводы, легко открывающиеся и закрывающиеся.

### Перепродажа одежды
После того, как одежду собрали, её сортируют и разделяют по цветам, размерам и качеству. Затем её упаковывают и продают как одежду для вторичного использования. Обувь также используется для переработки и перепродаётся. Благодаря этому процессу не только создаются новые рабочие места, но и стимулируется региональная экономика.

### Использование одежды для создания материалов для производства
Одежду с какими-либо дефектами также сортируют и делают из неё материал для производства.

## Переработка
Текстильные отходы делятся на отходы до и после потребления и сортируются по пяти различным категориям, основанным на модели пирамиды. Текстиль может быть либо повторно использован, либо подвергнут механической/химической переработке.
В последние годы произошёл сдвиг в сторону переработки текстиля из-за новых правил в нескольких странах. В ответ компании разрабатывают продукты как из бывших в употреблении отходов, так и из переработанных материалов, таких как пластмассы. Результаты исследований показывают, что повторное использование и переработка текстиля более выгодны, чем сжигание и захоронение.

### Возможные негативные последствия и препятствия, мешающие переработке
Если в оборудование по переработке текстиля поместить влажную или грязную одежду, она всё равно может быть утилизирована, но минусом оборудования для сортировки одежды является то, что у него отсутствуют функции чистки и сушки.
Есть несколько обстоятельств, при которых переработка и повторное использование могут быть менее эффективными. Например, в отношении переработки выгоды могут быть нивелированы, если коэффициенты замещения относительно низки, если переработка осуществляется за счёт ископаемого топлива или если производственные процедуры, которых удалось избежать, являются чистыми. Кроме того, что касается повторного использования, воздействие транспорта на окружающую среду может превысить преимущества отказа от производства, если только срок службы повторно используемого предмета не будет значительно продлён. Эти обстоятельства следует учитывать при пропаганде, разработке и внедрении новых процедур переработки и повторного использования текстиля.

### Процесс переработки
Ткань, которую перерабатывают, обычно состоит из биоразлагаемых материалов или синтетической пластмассы. Состав ткани будет влиять на её долговечность и способ утилизации.
Размельчённые в воде волокна разделяются на мельнице по свойствам и качеству, в зависимости от типа, материала и цвета. Сортировка по цвету предполагает отсутствие повторного обесцвечивания, при этом происходит экономия энергии и загрязнителей. Ткани, в зависимости от предполагаемого конечного использования переработанной пряжи, измельчают и смешивают с другими выбранными волокнами. Смешанная скрученная кардная пряжа после очистки и добавок волокон готова для ткачества или вязания. Волокна могут также быть сжаты при изготовлении матрасов. Текстиль, предназначенный для флокировочных изделий подвергается измельчению, и предназначен для выпуска изоляционных автодеталей, конусов, панелей, накладок и обивок сидений. Для специализированных полиэфирных материалов на основе переработки процесс существенно отличается. Первый шаг заключается в удалении кнопок и молний, далее одежду измельчают. Нашинкованную ткань затем формируют в небольшие гранулы. Гранулы распадаются, полимеризуются и превращаются в полиэфирную крошку. Крошка плавится и закручивается в новые нити. Волокна используются, чтобы сделать новые полиэфирные ткани. Некоторые компании создают новые предметы одежды, из обрезков старой одежды, путём объединения и создания новых дополнений — эклектичной одежды.
Экологическая мода. В связи с тем, что в наше время технологии переработки одежды используются очень часто, появился термин «экологическая мода».  Экологическая мода — современный тренд, который сейчас поддерживается многими дизайнерами. Цель этого тренда — поддержка улучшения экологии и повышение социальной ответственности.
Мода на экологическую одежду началась в 70-х годах, когда впервые появились хиппи, которые жили под лозунгами любви и свободы. Именно они стали прародителями эко-фэшна, сформулировав новый постулат: натуральность ─ это и есть настоящая мода. Они создали импульс, из которого родились такие мировые тренды, как здоровый образ жизни и здоровое питание. Мода, как яркий индикатор общественных процессов, просто не могла пройти мимо зелёной революции. В эко-истории в качестве первопроходца сыграла большую роль Линда Лаудермилк (Linda Loudermilk). В 2002 году именно она представила на суд публики целую зелёную коллекцию. Публика была довольна, и новый тренд получил признание в мире моды. Бренды стали применять экологически чистые материалы. Одежда и обувь из хлопка, льна, бамбука и конопли, выращенных без пестицидов, а также из продуктов переработки органических материалов стали появляться в коллекциях Stella McCartney, Giorgio Armani, Donna Karan, Levi’s, Timberland, Nike, H&M и других брендов. В России нет крупных производств экологической одежды. Также зарубежные производители эко-тканей практически не посещают российские выставки в поставках не заинтересованы. По этой причине российским дизайнерам, желающим получать эко-ткани из-за границы, приходится ездить к производителю и самостоятельно решать вопросы с доставкой. Отечественная эко-одежда является очень дорогостоящей. Одними из немногочисленных российских брендов, поддерживающих зелёное направление индустрии являются: Norosoyan, Biryukov, Tri’Co Cashmere, Vika Gazinskaya, Твоё.

### Механическая переработка
Механическая обработка — это метод переработки, при котором текстильная ткань разрушается, а волокна сохраняются. После измельчения эти волокна можно прясть для создания новых тканей. Это наиболее часто используемый метод переработки текстиля, и этот процесс особенно хорошо разработан для хлопчатобумажных тканей. Протоколы механической обработки могут различаться в зависимости от материала, поэтому перед началом процесса также требуется несколько уровней сортировки.
Текстиль должен быть разделен по составу ткани и по цвету, чтобы избежать повторного окрашивания и отбеливания материалов. После сортировки текстильные материалы можно измельчить, постирать и разделить на более мелкие волокна. Эти отдельные волокна затем выравниваются вместе в процессе, известном как чесание, при подготовке к совместному формованию. Некоторые волокна, в том числе хлопок, необходимо прясть вместе с волокном-носителем, чтобы сохранить более высокое качество. Эти волокна-основы чаще всего представляют собой хлопок, органический хлопок или полиэстер. Как только волокна превращаются в новую пряжу, их можно использовать для создания новых тканей. Этот процесс функционирует как полузамкнутый цикл переработки. Количество раз, когда материал может быть переработан, зависит от качества волокон, которое уменьшается с каждым циклом механической обработки.
Механическая обработка также может использоваться с материалами, отличными от текстиля. Одним из распространенных примеров этого является полиэстер. В случае полиэстера переработанными материалами являются пластиковые бутылки из полиэтилентерефталата (ПЭТФ).  Подобно текстилю, пластик сортируется по цвету и типу, когда он поступает на перерабатывающие предприятия. Затем пластик измельчают и промывают, чтобы разрушить его и удалить загрязнения. Высушенные пластиковые остатки формуются в ПЭТ-гранулы, а затем подвергаются экструзии для создания новых волокон. Эти новые волокна затем можно использовать для создания новых тканей.

### Химическая переработка
Химическая обработка происходит, когда повторное использование текстиля невозможно. Этот процесс ещё не получил широкого распространения, но есть компании, которые исследуют и интегрируют химическую переработку.
Химическая переработка используется для синтетических волокон, таких как полиэтилентерефталатгликоль (ПЭТГ).  Эти синтетические волокна можно расщепить на волокна, пряжу и текстиль. Для ПЭТГ исходные материалы сначала расщепляются до молекулярного уровня с использованием химических веществ, которые способствуют гликолизу, метанолизу, гидролизу и/или аммонолизу.
В отличие от механического метода переработки, химическая переработка даёт высококачественные волокна, аналогичные исходному волокну. Таким образом, нет необходимости в новых волокнах для поддержки продукта химического процесса. Для других материалов, таких как нейлон и волокна на основе целлюлозы, используются разные химические вещества и процессы, но общая структура процесса одинакова.

## Отходы
Ежегодно производится более 100 миллиардов предметов одежды, большая часть которых попадает на мусоросжигательные заводы или свалки. Агентство по охране окружающей среды сообщило, что только в 2018 году было образовано 17 миллионов тонн твёрдых бытовых текстильных отходов (ТБО). Индустрия моды, возможно, является одним из крупнейших загрязнителей окружающей среды после нефтяной промышленности. Переработка текстиля уменьшает площадь свалки, создает меньше загрязнения и снижает потребление электроэнергии и воды. Большинство материалов, используемых при переработке текстиля, можно разделить на две категории: отходы до и после потребления.

### До потребления
Отходы до потребления включают вторичные материалы текстильной, волокнистой и хлопковой промышленности. Эти продукты перепрофилируются для других отраслей промышленности, таких как производство мебели, матрасов, грубой пряжи, жилищного строительства, автомобилестроения, бумаги и одежды.
Предварительный потребитель[прояснить] также может относиться к излишкам или остаткам одежды, которые розничные торговцы не смогли продать потребителям.

### Постпотребитель
Постпотребительские отходы состоят из текстильной одежды и предметов домашнего обихода, которые были выброшены их владельцами. Эти текстильные изделия обычно выбрасываются, потому что они повреждены, изношены или устарели. Тем не менее, 85% бывших в употреблении отходов в Соединенных Штатах находятся на свалках. Оставшиеся бывшие в употреблении отходы могут быть направлены розничным торговцам подержанными вещами для перепродажи или передачи на склады, предназначенные для переработки текстиля.

## Категории
Текстиль сортируется по категориям в соответствии с моделью пирамиды, которая упорядочивает текстиль по их качеству и удобству использования. Эти места размещения категорий определяют, какие процессы используются для переработки или повторного использования текстиля. К таким категориям относятся: текстиль для рынков бывшей в употреблении одежды, текстиль для переделки, протирания и полировки одежды, текстиль, отправляемый на свалки и мусоросжигательные заводы, а также бриллианты[прояснить].

## Рост

### Законодательство
В нескольких странах были введены новые правила для текстильной промышленности, которые благоприятствуют использованию переработанных материалов. 30 марта 2022 года Европейская комиссия опубликовала Стратегию ЕС по устойчивому и циркулярному текстилю[прояснить], в которой изложен план действий ЕС по достижению большей устойчивости и регулирования в текстильной промышленности.
Целью Европейской комиссии на 2030 год является поощрение потребителей вкладывать средства в высококачественную продукцию, а не в «быструю моду», а также в обеспечении долговечности всех текстильных изделий, независимо от того, изготовлены они из переработанных материалов или нет. Стратегия ЕС включает в себя регулирование перепроизводства, сокращение выбросов микропластика во время производства и использование расширенной ответственности производителя ЕС для обеспечения устойчивого поведения производителей.

### Общественное внимание
В ответ на изменение ожиданий потребителей увеличились инвестиции в компании по переработке текстиля, чтобы добиться большей устойчивости в текстильной промышленности. В июле 2022 года Inditex и Breakthrough Energy Ventures Билла Гейтса инвестировали в новую компанию по переработке отходов Circ, которая запатентовала новые технологии для переработки использованных волокон. В июле 2021 года H&M и Adidas инвестировали в компанию по химической переработке Infinited Fiber Company (IFC), которая производит модифицированное волокно, похожее на хлопок и биоразлагаемое. Goldman Sachs инвестировал в компанию Recover Textile Systems, занимающуюся механической переработкой хлопка, в июне 2022 года.
Многие бренды публично демонстрируют свои инвестиции в подходы к устойчивому развитию, преследуя общую цель — перейти к замкнутым системам и использовать в своих коллекциях переработанные и/или биоразлагаемые материалы.

### Окружающая среда
Процессы повторного использования и переработки текстиля являются наиболее экологически безопасными методами переработки текстиля, а сжигание и захоронение считаются наименее экологически чистыми. При сравнении повторного использования текстиля с переработкой текстиля повторное использование текстиля более выгодно. Шведское исследование показало, что на каждую тонну текстильных отходов повторное использование текстиля может сэкономить 8 тонн CO2 с точки зрения потенциала глобального потепления и 164 ГДж использования энергии. Для сравнения, переработка текстиля экономит 5,6 тонны CO2 с точки зрения ПГП и 116 ГДж использования энергии.

## Статистика
| Год  | Процент переработанного текстиля в Соединённых Штатах Америки |
| ---- | ------------------------------------------------------------- |
| 1960 | 2.8 %                                                         |
| 1980 | 6.3 %                                                         |
| 2011 | 8 %                                                           |